# Normal de Vértice

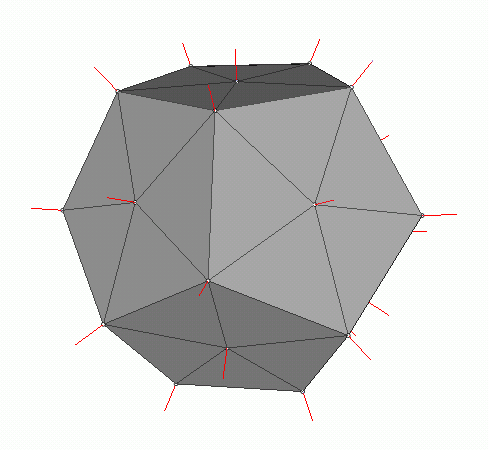
Normais de vértice de uma malha de um dodecaedro.

Na geometria de computação gráfica, a normal de um vértice de um poliedro é um vetor direcionado associado a um vértice, e serve como substituto para a verdadeira normal geométrica da superfície. Normalmente, é calculada como a média normalizada das normais da superfície das faces que contêm esse vértice.  A média ponderada pode ser, por exemplo, pela área da superfície ou pode não ser ponderada.  As normais de vértices também podem ser computadas para aproximações poligonais de superfícies, tais como NURBS, ou especificada explicitamente para fins artísticos. Normais de vértices são usados em sombreamento de Gouraud, Phong e outros modelos de iluminação. Usando normais de vértice, o sombreamento torna-se mais suaves do que o sombreamento plano pode fazer; no entanto, sem algumas modificações, pode ser produzido extremidades pontiagudas. 

## References
1. ↑  Henri Gouraud. "Sombreamento contínuo de superfície curva." IEEE Transações em Computadores, C-20(6) : 623--629 (June 1971).
2. ↑  Andrew Glassner, I.6 Construindo normais de vértices a partir de uma lista não estruturada de polígonos, em Gems gráficos, IV, editado por Paul S. Heckber, Morgan Kaufmann, 1994. pg. 60--74
3. ↑  Nelson Max, Pesos para computar normais de vértices através das normais das faces, Jornal de ferramentas gráficas, Volume 4, Problema 2, 1999 pg. 1-6
4. ↑  Grit Thürrner and Charles A. Wüthrich, Computando normais de vértices a partir de faces de polígonos. Jornal de ferramentas gráficas, Volume 3, Problema 1, 1998. pg. 43-46
5. ↑  Max Wagner, Gerando normais de vértices, http://www.emeyex.com/site/tuts/VertexNormals.pdf Arquivado em 31 de maio de  2013, no Wayback Machine.